# Perdita punctosignata
Perdita punctosignata är en biart som beskrevs av Cockerell 1895. Perdita punctosignata ingår i släktet Perdita och familjen grävbin. Inga underarter finns listade i Catalogue of Life.